# Nehlle Pe Dehlla
Nehlle Pe Dehlla (inne tytuły: "Ten of Nine"; "Tit for Tat", "Jimmy And Johnny") – indyjska komedia z Saif Ali Khanem i Sanjay Duttem, którym towarzyszą Bipasha Basu i Kim Sharma. Reżyser: Ajay Chandok. Film ukończony w  2002 roku, miał premierę dopiero w 2007.

## Fabuła
Dwóch złodziei, Johnny i Jimmy, często spotykają się w więzieniu. Pewnego razu łączy ich plan zdobycia za jednym zamachem milionów. Rozgrywają go jednak w duchu rywalizacji.

## Obsada
- Sanjay Dutt...... Johnny
- Saif Ali Khan...... Jimmy
- Bipasha Basu...... Pooja
- Kim Sharma...... przyjaciólkka Pooji (Kim)
- Shakti Kapoor...... Balram i narrator
- Mukesh Rishi......  Dilher
- Aasif Sheikh
- Anil Nagrath

## Piosenki
1. Parvar Digara
2. Hoga Hoga Khuda Gawah
3. Husn Husn
4. Imaan Dol Jayega
5. Nehle Pe Dehla
6. Bottle Mein Main
7. Dil Naiyyo Maane Re
8. Shararati
9. Neele Neele Aankhon Wali